# Louisa James
Louisa James (ur. 5 lipca 1994) – brytyjska lekkoatletka specjalizująca się w rzucie młotem. 
W 2010 po zajęciu ósmego miejsca w eliminacjach kontynentalnych wystąpiła w igrzyskach olimpijskich młodzieży zajmując w tej imprezie pierwszą lokatę w finale B. Złota medalistka mistrzostw świata juniorów młodszych oraz igrzysk Wspólnoty Narodów kadetów z 2011. 
Rekord życiowy: 62,30 (29 czerwca 2014, Birmingham). 

## Osiągnięcia
| Rok  | Impreza                                                    | Miejsce         | Pozycja               | Wynik |
| ---- | ---------------------------------------------------------- | --------------- | --------------------- | ----- |
| 2010 | Kwalifikacje europejskie do igrzysk olimpijskich młodzieży | Moskwa          | 8. miejsce            | 52,41 |
| 2010 | Igrzyska olimpijskie młodzieży                             | Singapur        | 1. miejsce w finale B | 53,21 |
| 2011 | Mistrzostwa świata juniorów młodszych                      | Lille Metropole | 1. miejsce            | 57,13 |
| 2011 | Igrzyska Wspólnoty Narodów juniorów młodszych              | Douglas         | 1. miejsce            | 58,10 |
| 2013 | Mistrzostwa Europy juniorów                                | Rieti           | 9. miejsce            | 59,53 |